# Gmerk

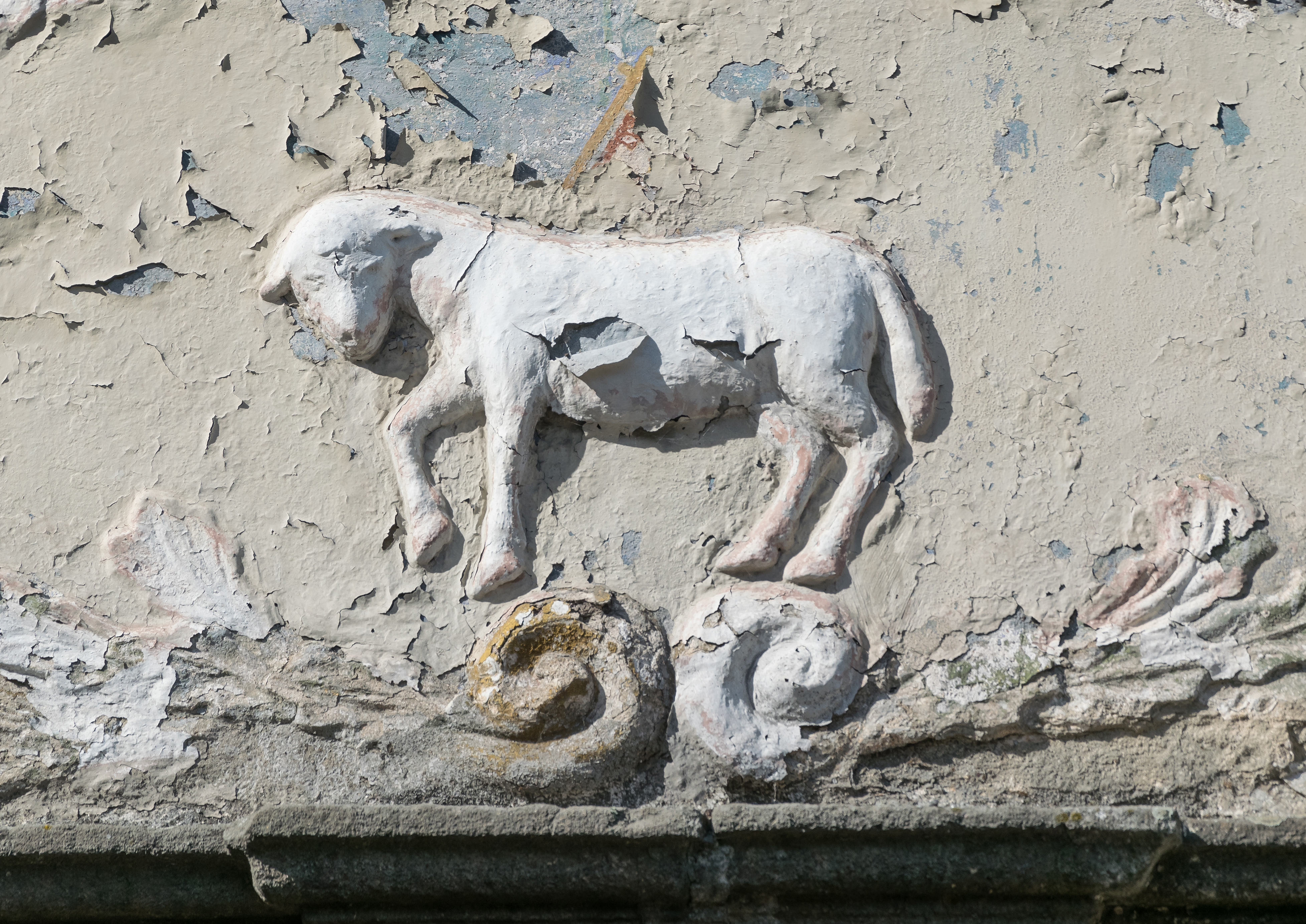
Gmerk na kamienicy w Dusznikach-Zdroju

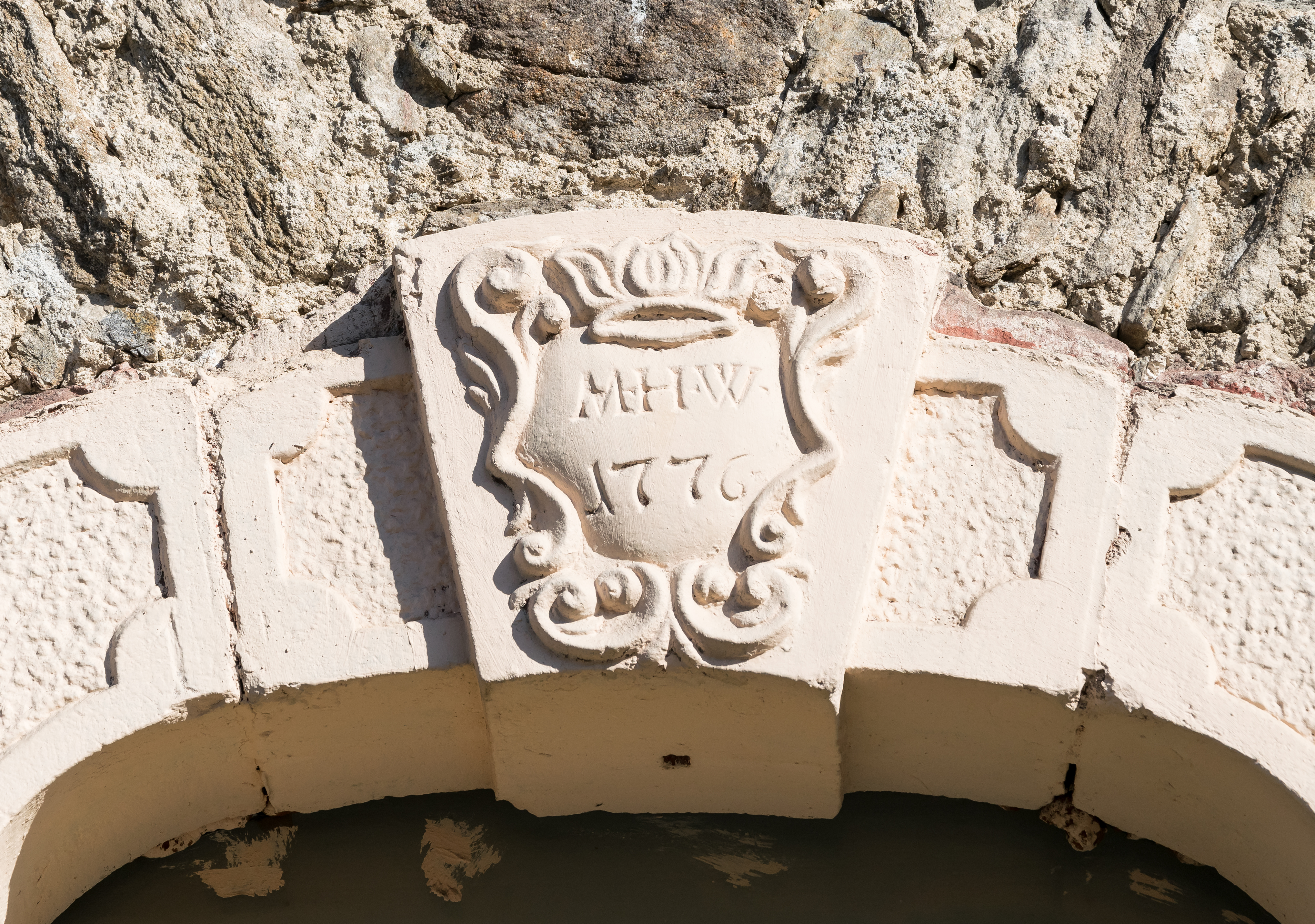
Gmerk na budynku w Rzeczce

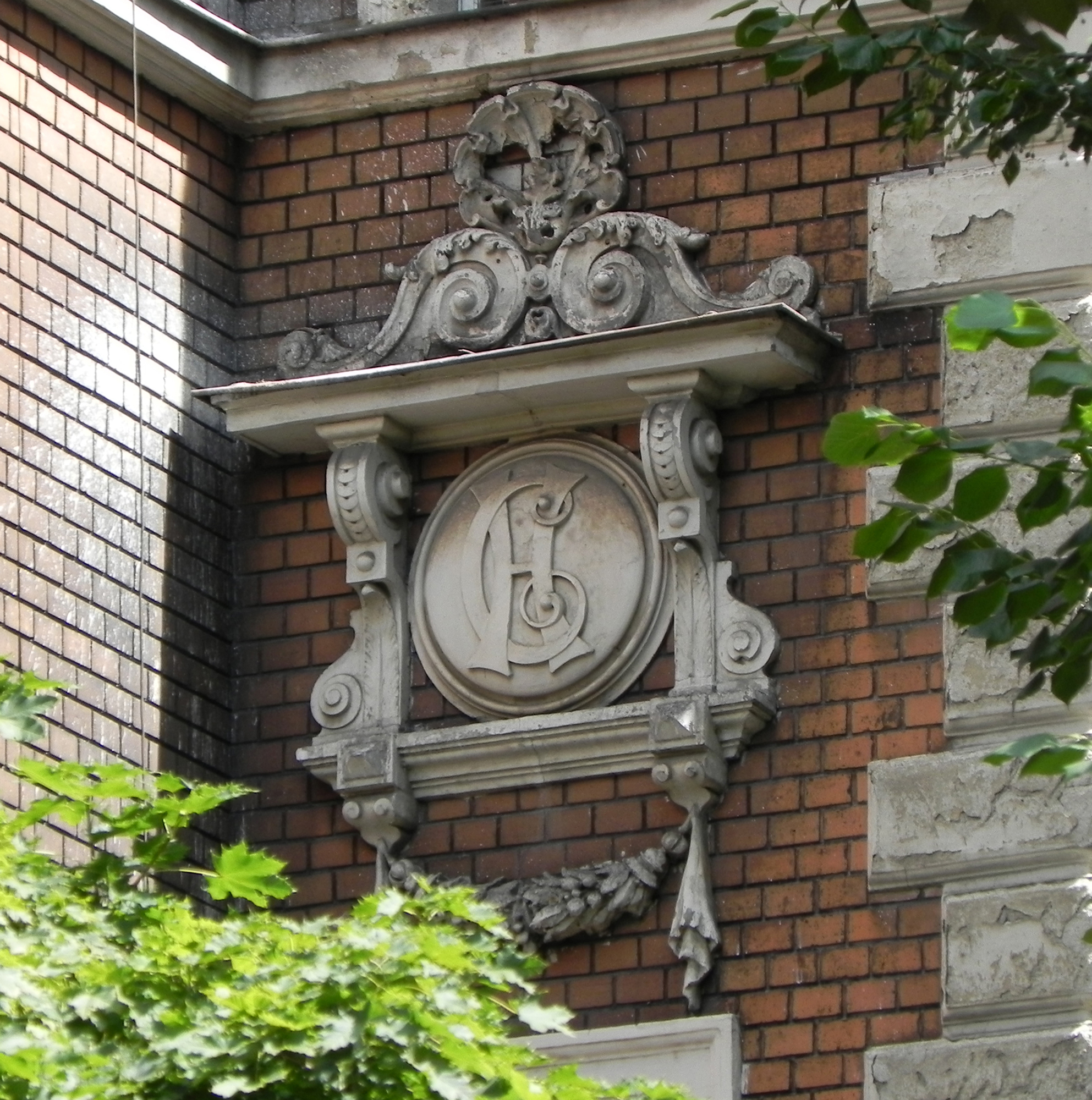
Gmerk na budynku w Kłodzku

Gmerk (z niem. Gemerk) – znak osobisty i rodzinny umieszczany na pieczęciach, przedmiotach użytkowych, wyrobach i różnych budowlach, najczęściej jako sygnatura autora dzieła. Niekiedy przyjmowały kształt stylizowanych kresek bądź symbolów przedmiotów. Pierwotnie znak garncarski czy kamieniarski, którym rzemieślnicy oznaczali wykonane przez siebie elementy. 
W starożytnej Grecji umieszczano go na kamiennych elementach budowli, prawdopodobnie celem ułatwienia montażu. Od połowy XII wieku były stosowane przez warsztaty budowlane. Poddany procesowi heraldyzacji, czyli umieszczony na tarczy herbowej, stał się herbem mieszczańskim (od herbu szlacheckiego różni się brakiem korony rangowej i typem hełmu), choć zdarzają się wyjątki od tej zasady. Zdarzało się, że herb mieszczański zawierający gmerk przez nobilitację stawał się herbem szlacheckim. Na ziemiach polskich pojawił się w XV wieku. Zaprzestano go stosować w XVIII wieku.
Umieszczano go na tłokach pieczętnych, sygnetach i przedmiotach rzemieślniczych. Często odznaczane były na przedmiotach wytwarzanych przez mieszczanina. Gmerki jako znaki własnościowe wykorzystywane były m.in. przez ludy pasterskie, bartników czy rybaków. Kształt gmerków był niekiedy dziedziczny w linii prostej.